# Encentrum spatiatum
Encentrum spatiatum är en hjuldjursart som beskrevs av Wulfert 1936. Encentrum spatiatum ingår i släktet Encentrum och familjen Dicranophoridae. Inga underarter finns listade i Catalogue of Life.